# Novoszády Kristóf
Novoszády Kristóf (? – 1732) magyar barokk ötvösmester. Stettini udvari és királyi ötvösmester, porosz királyi halászmester és a stettini ötvösök főcéhmestere.

## Családja
Édesapja a lőcsei ötvösmester Novoszády István, fivére Novoszády Zsigmond karlskronai ötvösmester.
1693 november 22-én házasodott a pommerániai Stargard-béli St Marien-templomban. Házastársa Anna Juliane Ionas.
1732-ben "mellbetegségben" hunyt el, temetése  1732. május 6-án a stettini Szent Mária-templomban zajlott le.
Gyermekeik: 
- Dorothea Elisabeth Novoszády 1694 november (korán elhunyt)
- Johann Ernst Novoszády 1697
- Christoph Novoszády 1699 ( korán elhunyt)
- Christopf Novoszády 1700
- Concordia Novoszády 1702 ( korán elhunyt)
- Concordia Novoszády 1703
- Anna Julianna Novoszády 1705
- Maria Elisabeth Novoszády 1707
- Emanuel Novoszády 1710
- Carl Christian Novoszády 1711 (korán elhunyt)
- Dorothea Elisabeth Novoszády 1715
- Carl Christian Novoszády 1716
- Anna Sophia Novoszády

## Alkotó munkássága
1694-től 1732-ig a svéd megszállás alatt álló Stettinben (Szczecin) élt és alkotott a város megbecsült polgáraként. 1696 május 1-én mint ötvöst és ékszerészt felvették a város polgárai sorába. Ekkortól tagja a helyi ötvöscéhnek. 1697 március 29-én Philipp Jakob Hellwig utódaként szerepel mint ötvösmester, ugyanakkor a svéd király kegyéből "Königlicher Hof und Schlossjouvelier"-nek nevezték ki. Stettinben az ötvöscéh kebelén dolgozó mestereken kívül mindig olt egy szabadalmakkal és kiváltságokkal felruházott ötvös is, aki a "Landesherr" szolgálatára volt rendelve. A hasonló kiváltságokkal kinevezett Novoszády Kristóf művészetét jog szerint szabadon űzhette, ötvösműveivel szabadon kereskedhetett és járkálhatott. Szabadon, céhtől függetlenül szegődtethette inasait, tarthatta legényeit. Novoszády azonban nem élt azzal a sok szabadsággal amikkel – mint kiváltságokkal felruházott királyi és udvari művész – joga lett volna élni. Működését a Stettinben működött ötvösökre mindenkori nagy figyelemmel fejtette ki. Emiatt továbbra is megmaradt a helyi ötvöscéh kebelében.

## Címei, szabadalmai
- 1697–1719 "Königlicher Hof- und Schlossjouvelier – Königlich. Concession für Freyheit". Személyében az utolsó stettini udvari és királyi ötvös
- 1719–1732 porosz királyi halászmester és a stettini ötvösök főcéhmestere